# Moraea nana
Moraea nana är en irisväxtart som först beskrevs av Harriet Margaret Louisa Bolus, och fick sitt nu gällande namn av Peter Goldblatt och John Charles Manning. Moraea nana ingår i släktet Moraea och familjen irisväxter. Inga underarter finns listade i Catalogue of Life.